# Тимирязев, Василий Аркадьевич
Васи́лий Арка́дьевич Тимиря́зев (6 [18] марта 1841, Санкт-Петербург — 14 [27] августа 1912, Мустамяки) — русский литератор, журналист, театральный рецензент и переводчик-полиглот. Переводил Чарльза Диккенса («Тайна Эдвина Друда» и другие), Вальтера Скотта («Эдинбургская темница» и другие), Уильяма Мейкписа Теккерея («Книга снобов» и другие), Брета Гарта («Габриэль Конрой» и другие), Эмиля Золя («Карьера Ругонов» и другие), Жорж Санд («Валентина»), Бьёрнстьерне Бьёрнсона, Джона Стюарта Милля и так далее.
Брат Климента, Николая и Дмитрия Тимирязевых. Был особенно близок с младшим братом Климентом Аркадьевичем. В юности их объединяла учёба в Санкт-Петербургском университете, участие в студенческих волнениях 1861 года, неприятие самодержавного строя России, а также переводческая деятельность, интерес к английской литературе, работа в журнале «Отечественные записки».
Почётный мировой судья Санкт-Петербурга. Член Союза взаимопомощи русских писателей. Сотрудник журналов «Отечественные записки» и «Дело», в которых публиковал переводы новинок европейской литературы и компиляции из трудов наиболее выдающихся представителей европейской общественной мысли. По убеждениям шестидесятник, его талант журналиста и переводчика ценил М. Е. Салтыков-Щедрин.
Позднее разделял принципы парламентаризма, стал постоянным сотрудником журнала «Исторический вестник», в котором вёл регулярную рубрику «Заграничные исторические новости и мелочи», «Иностранцы о России», «Русские об иностранцах». Помимо названных изданий публиковался во множестве других петербургских газет и журналов, однако имя его оставалось неизвестным широкой публике, находясь в тени славы знаменитого брата-учёного. Свои статьи он редко подписывал полным именем, или не подписывая вовсе, или подписывая лишь инициалами.
Биограф баронского рода де Боде. Дважды женат. Во время Русско-турецкой войны 1877—1878 гг. — военный корреспондент на Балканах. Приятель молодости Н. С. Лескова. Имя В. А. Тимирязева упоминается в его рассказе «Дама и фефёла» (1894). В 1890-х годах редакция журнала «Вестник иностранной литературы» печатала его переводы английских и французских классиков в серии «Собрание сочинений избранных иностранных писателей». Некоторые из его литературных переводов выходили в СССР и переиздаются до настоящего времени.

## Биография
Василий Тимирязев родился 6 (18) марта 1841 года в Санкт-Петербурге в семье начальника петербургского таможенного округа Аркадия Семёновича Тимирязева и его второй жены (с 9 ноября 1830 года) Аделаиды Клементьевны, в девичестве баронессы де Боде, дочери подполковника. Дворянский род Тимирязевых был известен с допетровских времён. Кроме Василия, в семье отца росли старшие дочери Мария и Ольга, братья Александр, Иван — от первого брака отца с Марией Васильевной Протасовой. От второго брака с Аделаидой Клементьевной родились Захарий (род. 4 сентября 1831), Николай (род. 3 августа 1835), Дмитрий (род. 8 июня 1837), Василий и Климент (род. 22 мая 1843).
Кроме того, Василий приходился двоюродным братом саратовскому губернатору Ф. И. Тимирязеву и племянником астраханскому губернатору И. С. Тимирязеву. Его племянники — учёный-физик А. К. Тимирязев и министр торговли и промышленности В. И. Тимирязев. Семья Тимирязевых была дворянской, но обедневшей, поскольку с воцарением нового государя, в 1855 году, отец Василия был отправлен в отставку, а вся его большая семья вынуждена была существовать на скромную пенсию. Вместе с тем Аркадий Семёнович придерживался твёрдых республиканских принципов и в таком же духе воспитывал и своих детей. Младшие дети получили домашнее образование и рано привыкли зарабатывать себе на жизнь собственным трудом. Однако подготовкой к вступительному экзамену в университет, помимо матери, помогал заниматься домашний учитель братьев Тимирязевых — Овчинников. 19 июля 1860 года Василий и Климент подали прошение о допуске к экзамену в Санкт-Петербургский университет.

### Учёба в Санкт-Петербургском университете
По желанию отца, оба брата 15 сентября поступили на юридический факультет по разряду камеральных наук. Климент уже на первом курсе перешёл на физико-математический факультет, где учился по естественному разряду вплоть до окончания университета. Осенью 1861 года, на втором курсе, за участие в студенческих волнениях Василий и Климент были исключены из университета. Поводом к исключению послужила инициатива нового министра народного просвещения Е. В. Путятина, предписывавшая всем студентам подписать матрикулы, иначе говоря, зачётные книжки нового образца, на которых были напечатаны дисциплинарные правила: не принимать участия в общественной жизни университета, не организовывать там собраний, студенческую библиотеку, кассу, не посещать лекции других факультетов и так далее. Студент, расписавшийся в получении матрикулы, тем самым принимал на себя обязательство следовать новым жёстким университетским правилам, идущим вразрез с негласными законами студенческой вольницы.
Часть студентов была вынуждена подписать матрикулы, однако Василий и Климент выбрали путь «нематрикулистов» — студентов, отказавшихся подписывать пресловутый документ. По этому случаю в квартиру мятежных молодых людей состоялся приезд полицейского пристава, «сначала лестью, а потом угрозой убеждавшего вернуться в университет, но тщетно». 320 студентов Санкт-Петербургского университета, отказавшихся подписать матрикулы, были подвергнуты аресту с 12 октября по 6 декабря 1861 года. Но поскольку родители Василия и Климента проживали в Петербурге вместе с сыновьями, то полицейские власти решили потребовать от отца Аркадия Семёновича поручительства за них, что он и сделал. Тем дело и завершилось, и братьям Тимирязевым не пришлось быть под арестом в Военно-морском госпитале Кронштадта, как остальным протестующим.
Обучение Василий продолжил уже в качестве вольнослушателя лишь два года спустя, весной 1864 года (Климент, также отказавшийся быть действительным студентом, возобновил занятия на полгода раньше), и закончил приблизительно в 1866 году. После смерти отца в 1867 году Василий жил вместе с матерью в Петербурге, в родительском доме, по адресу: улица Сергиевская, дом 5.

### Выбор призвания
В. А. Тимирязев предполагал сначала стать профессиональным литератором и посвятить жизнь журналистике, но затем отложил это решение. Всю оставшуюся жизнь до выхода в отставку Василий Аркадьевич служил петербургским мировым судьёй; по отзыву современника «Тимирязев, почётный мировой судья — один из старейших и праведнейших в Петербурге. Суров, горяч и строптив, но „немеет перед законом“, каковым вооружён от темени до пяток». Однако казённая служба не могла реализовать всех устремлений его кипучей натуры. По своему умонастроению он был типичным шестидесятником, приверженцем идей, пропагандируемых журналом «Современник» и его радикальными авторами, разделявшими в 1860-х годах революционные воззрения на развитие российского общества. Не случайно он связал свою судьбу с самыми свободомыслящими журналами того времени — с «Отечественными записками» и с «Делом», где публиковал литературные переводы с европейских языков и статьи о литературе, истории, общественной жизни. Особенно близко он стоял к интересам «Отечественных записок», где редактором в то время был Н. А. Некрасов.
Известны переводы В. А. Тимирязева с английского, немецкого, французского, норвежского, датского языков. Переводами с английского подрабатывал и младший брат Климент. Его статьи о Гарибальди и Дарвине печатались в «Отечественных записках» ещё в первой половине 1860-х годов, до прихода в редакцию Н. А. Некрасова и М. Е. Салтыкова-Щедрина, когда братья были студентами. Прекрасному владению языками их обучила мать Аделаида Клементьевна. Исследователь И. М. Катарский предполагал, что роман Чарльза Диккенса «Большие надежды» братья могли переводить вместе.
По предположению В. Я. Фета, семья Тимирязевых, благодаря Аделаиде Клементьевне имевшая скорее протестантский уклад, нежели православный, могла поддерживать близкие связи с британцами, проживавшими в Санкт-Петербурге. Так, писатель и англиканский священник Льюис Кэрролл в марте 1871 года просил Александра Макмиллана, владельца лондонского издательства «Macmillan Publishers», переслать петербургскому священнику англиканской церкви Г. С. Томпсону французский и немецкий перевод «Алисы в стране чудес». По замыслу Л. Кэрролла, в Петербурге книги предназначались некоей «мисс Тимирязеф»: «She is the lady who, I believe, is going to translate Alice into Russian».
Зачем английской переводчице был нужен французский и немецкий перевод «Алисы», и были ли получены эти издания Макмиллана в Санкт-Петербурге, остаётся неясным. Известно, что единственный русский перевод «Алисы в стране чудес», напечатанный при жизни Льюиса Кэрролла, вышел в Москве в 1879 году (типография А. И. Мамонтова, 166 с.). Он имел название «Соня в царстве дива», все персонажи сказки также имели русские имена, и сам русский текст был короче оригинального романа. Автором анонимного перевода предполагают либо Ольгу Ивановну Тимирязеву, двоюродную сестру Василия Аркадьевича, либо Екатерину Ивановну Тимирязеву (1848—1921), что более вероятно. Екатерина Ивановна приходилась Василию Аркадьевичу племянницей — сестра будущего министра торговли В. И. Тимирязева; с десятилетнего возраста она жила в их доме и английскому языку выучилась у бабушки Аделаиды Клементьевны. Именно в 1871 году она вышла замуж за Л. А. Баратынского и впоследствии стала известной переводчицей детской литературы Е. И. Баратынской, сотрудничавшей в толстовском издательстве «Посредник» И. И. Горбунова-Посадова.

### Сотрудник «Отечественных записок»
Самое раннее упоминание фамилии В. А. Тимирязева в гонорарных ведомостях журнала «Отечественные записки» значится в 1871 году. Молодой сотрудник получил причитающийся гонорар за перевод с английского анонимного «политико-сатирического рассказа» «Джинксов младенец, его рождение и другие несчастия». Действительным автором сатиры был английский писатель Эдвард Дженкинс, которого все последующие годы В. А. Тимирязев охотно переводил, однако в 1871 году имя его оставалось переводчику ещё неизвестным. В предисловии к рассказу, а на самом деле, это был роман, В. А. Тимирязев отмечал, что только за несколько месяцев «Джинксов младенец» в Великобритании был переиздан семь раз и пользовался у читателей большим успехом. «Критики признали его за лучшую политическую сатиру, вышедшую на английском языке со времен Свифта, но тщетно старались отгадать имя его автора, который до сих пор сохранил свою тайну, хотя, по общему мнению всех журналистов, это один из известных политических и экономических писателей…». Два года спустя Н. П. Огарёв в Женеве прочитал перевод «Отечественных записок» и в письме А. А. Герцену, сыну покойного А. И. Герцена, похвалил и роман, и перевод: «Читал ли ты английский роман „Djinks Child“ (1871 года). У меня он в русском переводе. Это прелесть. Достань его в оригинале. Имени автора нет».
В журнале работало несколько переводчиков, в том числе, несколько переводчиков с английского: М. К. Цебрикова, Марко Вовчок, Д. Л. Михаловский, Н. С. Кутейников и так далее. Однако В. А. Тимирязев стал основным переводчиком «Отечественных записок». Его работа здесь продолжалась с 1871 по 1883 год. Во время Русско-турецкой войны 1877—1878 гг. В. А. Тимирязев был военным корреспондентом «Отечественных записок» на Балканах. Правой рукой Некрасова в журнале был М. Е. Салтыков-Щедрин. После смерти Н. А. Некрасова он и стал редактором «Отечественных записок». Михаил Евграфович явился тем человеком, кто с молодости предопределил убеждения Василия Аркадьевича, он предоставил в распоряжение В. А. Тимирязева весь отдел переводной беллетристики, которая по условиям того времени должна быть в первую очередь «идейной», выражать активную демократическую тенденцию этого народнического издания. Кроме переводов, в редакции «Отечественных записок» В. А. Тимирязев занимался компилятивными работами.
В редакционной переписке М. Е. Салтыкова-Щедрина 1880-х годов имя В. А. Тимирязева-переводчика упоминается неоднократно, нередко с оттенком раздражения на неаккуратность сотрудника, затягивавшего доставление в редакцию необходимых статей и переводов к сроку, в частности статьи «Бьёрнсон и его романы» и перевода романа Генри Люси «Гедеон Флис». Тем не менее М. Е. Салтыков-Щедрин высоко ценил В. А. Тимирязева. В РГАЛИ хранится экземпляр книги М. Е. Салтыкова-Щедрина «Помпадуры и помпадурши», СПб., 1879 г., с дарственной надписью писателя «В. А. Тимирязеву автор».
После убийства народовольцами императора Александра II добровольные осведомители из тайной монархической организации «Священная дружина», желая скомпрометировать главного редактора «Отечественных записок» в связях с социалистами, в «Перечне важнейших агентурных расследований добровольной охраны» от 5 апреля 1882 года информировали Петербургский Департамент полиции о том, что у некоего Матвеева, живущего на Надеждинской ул., д. № 18, кв. 4 [адрес редакции «Отечественных записок»] <…>, еженедельно бывают сборища под председательством действительного статского советника Михаила Евграфовича Салтыкова (псевд. Щедрин). Из бывших на этих вечерах известны: Михайловский, Плещеев, Скабичевский и мировой судья Тимирязев.
После смерти И. С. Тургенева и всего через месяц после завершения публикации романа «Гедеон Флис» М. Е. Салтыков-Щедрин, забыв о былых редакционных трениях со своим сотрудником, в письме к В. П. Гаевскому 27 августа 1883 года писал: «Многоуважаемый Виктор Павлович, по уговору посылаю при сём список сотрудников „Отечественных записок“, желающих иметь билеты на похороны Тургенева. Всё это лица, суть несомненные литераторы и имеют полное право присутствовать». Среди фамилий постоянных сотрудников «Отечественных записок» фигурировала и фамилия В. А. Тимирязева.
Леворадикальная и революционно настроенная часть российского общества в условиях реакции 1880-х годов предполагала устроить из похорон И. С. Тургенева крупную политическую демонстрацию. Младшие братья Василий и Климент были дружны, хотя внешне и отличались, но при этом они обладали сходством характеров. Всю жизнь они придерживались сходных политических убеждений. К тому же Василий пользовался некоторым влиянием на младшего брата, поэтому он пылко писал Клименту в Москву о предстоящих в Петербурге траурных мероприятиях: «Приезжай непременно… столько делается гадостей по случаю этих похорон, что каждый порядочный человек обязан на них присутствовать… Если удастся, такой устроим триумф, — пусть подлецы знают и ведают. Уже есть 250 депутаций и венков… А если не приедешь, то будет тебе стыдно». Василию не пришлось долго упрашивать младшего брата: Климент Аркадьевич приехал из Москвы и участвовал в похоронах в качестве представителя Петровской сельхозакадемии, а Василий Аркадьевич шёл с венком от «Отечественных записок».
Имя В. А. Тимирязева бегло упоминается в рассказе Н. С. Лескова «Дама и фефёла» (1894), где описываются события 1860—1870-х годов. Н. С. Лесков называет В. А. Тимирязева одним из своих литературных приятелей той поры: «Я пошёл с другим моим литературным товарищем, теперь уже умершим (из всей нашей тогдашней компании теперь в живых остаётся только трое: Тимирязев, Всев. Крестовский и я)». В чём заключались их отношения на самом деле, установить трудно, поскольку рассказ, хотя и носит подзаголовок «Из литературных воспоминаний», по словам сына писателя А. Н. Лескова, произведение «всего менее мемуарного» характера. Майя Кучерская уточнила, что в компанию этих близких к «Отечественным запискам» редакции С. С. Дудышкина литераторов, кроме самого Н. С. Лескова, В. А. Тимирязева, В. В. Крестовского, входили Н. И. Соловьёв, Е. Ф. Зарин и Л. Н. Майков, однако академик Л. Н. Майков на момент написания лесковского рассказа тоже был жив.

### Сотрудник «Исторического вестника»
После запрещения журнала «Отечественные записки» и закрытия журнала «Дело» в 1884 году В. А. Тимирязев эпизодически сотрудничал во многих изданиях, в том числе, наиболее интенсивно в журнале С. Н. Шубинского «Исторический вестник» (1880—1917). В конце концов, Василий Аркадьевич отказался от службы, вышел в отставку и целиком посвятил себя литературе. Журналист Б. Б. Глинский, ставший впоследствии редактором «Исторического вестника», в некрологе В. А. Тимирязеву вспоминал, что тот был выдающимся работником, человеком отличного образования, в совершенстве владевшим европейскими языками. Всё это и оценил в своё время редактор журнала С. Н. Шубинский. Сергей Николаевич пригласил бывшего журналиста «Отечественных записок» вести в его журнале постоянную рубрику «Заграничные исторические новости», которую до него вёл маститый журналист Владимир Рафаилович Зотов, скончавшийся в 1896 году. В. А. Тимирязев согласился с этим предложением. Рубрика была ежемесячная, анонимная и при Тимирязеве получила название «Заграничные исторические новости и мелочи».
Вхождение либерала-шестидесятника в редакцию консервативного «Исторического вестника» заметно оживило этот журнал. Издатель журнала А. С. Суворин утверждал, что «Заграничные исторические новости и мелочи» — отдел наиболее интересный во всей российской журналистике: «Отдел библиографии и мелочей читаю прежде всего. Пусть иногда Тимирязев и радикальничает. Это преходяще. Но как он хорошо схватывает течение европейской мысли». Б. Б. Глинский в некрологе В. А. Тимирязеву не жалел ярких красок для описания характера и внешнего облика покойного. По его словам, вечно какой-то растерянный и неряшливо одетый, куда-то торопящийся Тимирязев был равно великолепен и на пышных обедах редактора либерального «Вестника Европы» М. М. Стасюлевича в петербургском ресторане Донона, и в кабинете редактора «Исторического вестника» С. Н. Шубинского, и у последнего в особенности:

Корректный, сдержанный С. Н. <Шубинский> сидит в халате у письменного стола, а по кабинету бегает, размахивая руками, Тимирязев, стараясь привести редактора «Исторического вестника» в свою радикальную веру. Шубинский иронически посматривает на своего сотрудника, наконец, перебивает его: «Я сейчас позвоню и приглашу дворника. Пускай вас возьмут в часть и отведут в тюрьму. Из-за вас я ещё пострадаю». В. А. <Тимирязев> в первую минуту опешивает, а затем заливается добродушным смехом, бросаясь обнимать своего весело настроенного редактора.— Б. Б. Глинский, «Тимирязев, В. А.», «Исторический вестник», 1912, сентябрь, стр. 1129—1130.
Ещё раз к этому эпизоду Б. Б. Глинский обратился два с половиной года спустя в ранге редактора «Исторического вестника», когда С. Н. Шубинский уже умер. Поводом для эмоционального всплеска спорщиков Глинский назвал либо публикацию в журнале какой-нибудь «реакционной», с точки зрения либерального журналиста, статьи, либо редакторское нежелание публично высказаться на какую-нибудь злобу дня.
По мнению Б. Б. Глинского, вечно запутанный в денежных вопросах В. А. Тимирязев доставлял немало хлопот аккуратному в выплате гонораров С. Н. Шубинскому, так что тот приходил в отчаяние от финансовой разбросанности своего сотрудника. Один из примеров этой разбросанности состоял в том, что бывшие коллеги В. А. Тимирязева по радикальной журналистике, вернувшиеся из сибирской ссылки, С. Н. Кривенко («Отечественные записки») и К. М. Станюкович (писатель и редактор «Дела»), в 1890-е годы объединившиеся в народническом журнале «Русское богатство», пригласили Василия Аркадьевича в газету «Сын отечества», приобретённую ими у С. Е. Добродеева. В этой газете Василию Аркадьевичу по старой памяти отводилась роль ведущего отдела иностранной политики. Но либеральная идея бывших шестидесятников в суровых условиях цензурного устава 1890 года не дала результата, и их газетное сотрудничество продолжалось недолго (1897—1898), а В. А. Тимирязеву опять остался один «Исторический вестник».
В 1915 году Б. Б. Глинский, будучи редактором журнала, в статье «„Исторический вестник“ за 35 лет» вновь вспоминал В. А. Тимирязева и других коллег по изданию. Он писал, что «Исторический вестник» ставит своих читателей лицом к лицу не только с явлениями и представителями отечественной жизни, но и жизни западноевропейской, а деятельными пособниками в этом явились В. Р. Зотов, Е. М. Гаршин, А. И. Кирпичников, В. А. Тимирязев. Затем редактор журнала отметил работу сотрудников отдела «Исторических новостей и мелочей», уже упомянутых Е. М. Гаршина, В. Р. Зотова, В. А. Тимирязева, а также не упомянутых Ф. И. Булгакова, А. М. Ловягина, А. М. Белова и вдову Василия Аркадьевича Е. С. Тимирязеву. И в завершение Б. Б. Глинский обратил внимание своих читателей на интересную рубрику под названием «Иностранцы о России», своего рода «Rossica». (А была ещё рубрика с обратным названием «Русские об иностранцах»). В первом отделе читателю предоставлялась компиляция из серьёзных трудов европейских учёных, в которой освещалось то или иное пересечение истории европейской с российской историей и жизнью Российской империи. В этом отделе, сообщает редактор, наиболее плодотворно потрудились В. А. Тимирязев, В. И. фон-Штейн и А. М. Белов.

### Смерть и посмертная судьба
Василий Аркадьевич активно сотрудничал в петербургской печати, выступал переводчиком и театральным рецензентом. Кроме упомянутых журналов «Отечественные записки», «Дело», 1873—1876 и 1879—1880 и «Исторический вестник», его печатали также петербургские журналы «Слово», «Живописное обозрение», «Северный вестник», 1889—1891, «Русское богатство», «Новое слово», «Нива», газеты «Неделя», «С.-Петербургские ведомости», «Новости», «Голос», «Молва», «Русская жизнь». В. А. Тимирязев являлся членом Союза взаимопомощи русских писателей и кассы взаимопомощи при нём.
Скончался Василий Аркадьевич 14 августа 1912 года. Похоронен на кладбище в Уусикиркко. Причиной смерти, по словам автора некролога, стало известие о кончине А. С. Суворина, последовавшей 11 августа 1912 года в Царском Селе. Редакция «Исторического вестника» узнала об этом 15 августа от вдовы Василия Аркадьевича — Екатерины Сергеевны Тимирязевой. По её словам, смерть издателя «Нового времени» и «Исторического вестника» страшно потрясла мужа. Прочитав известие о смерти ветерана российской журналистики, он прохрипел: «Какое горе, какая утрата!» Затем последовала агония, продолжавшаяся сутки. В. А. Тимирязев умер через три дня после кончины А. С. Суворина.
Б. Б. Глинский писал, что имя Василия Тимирязева блекло перед именем знаменитого брата-естествоиспытателя, его мало кто знал, поскольку подписывал он свои статьи чаще всего инициалами В. Т. или В. А. Т. В советское время о Василии Тимирязеве писали биографы и комментаторы К. А. Тимирязева, М. Е. Салтыкова-Щедрина, Н. А. Некрасова и Н. С. Лескова, библиографы И. Ф. Масанов и Ю. И. Масанов («Словарь псевдонимов»), В. Э. Боград и С. С. Борщевский (указатели содержания журнала «Отечественные записки»). В постсоветское время его биография начала забываться. Так, биограф династии Тимирязевых Алексей Андреевич Дручек ошибочно полагал, что Василий Аркадьевич Тимирязев скончался в 1899 году, тогда как 30 января 1899 умерла его первая жена Аделаида Борисовна Данзас, а сам он остался жив и женился повторно. Составители книги «Исторические кладбища Санкт-Петербурга» А. В. Кобак и Ю. М. Пирютко смешали Василия Аркадьевича Тимирязева и его племянника Василия Ивановича Тимирязева — царского сановника и будущего министра торговли и промышленности. Путаницу вызвал «Рапорт агента о похоронах Салтыкова», опубликованный в журнале «Былое» в 1906 году. Инициалы Тимирязева в нём указаны не были. Безымянный агент Департамента полиции сообщал с похорон М. Е. Салтыкова-Щедрина: «Речи Ореста Миллера и Тимирязева отличались некоторой тенденциозностью».

### Личная жизнь
Василий Аркадьевич с 24 июля 1878 года был женат на Аглаиде (Адель, Аделаиде) Борисовне Данзас (6 мая 1839 — 30 января 1899), дочери Бориса Карловича Данзаса и племяннице Константина Данзаса, товарища А. С. Пушкина по Царскосельскому лицею. Супруги жили на Выборгской стороне по Большому Сампсониевскому проспекту, дом 22. У супругов была дочь Тамара. Лишившись первой жены, шестидесятитрёхлетний Василий Аркадьевич женился 9 июля 1904 года на сорокалетней купеческой вдове Екатерине Сергеевне Гуськовой 1864 г. р. Супруги жили в дачном посёлке Мустамяки, где В. А. Тимирязев занимался своим литературным трудом. В конце жизни в результате паралича половина его туловища оказалась парализованной, он потерял подвижность. Почерк его стал неразборчивым, так что младший брат Климент Аркадьевич с трудом читал его письма.
С этим периодом жизни связано ещё одно воспоминание Б. Б. Глинского, которое у него вызвало улыбку и слёзы «о близком человеке». Оно было связано именно с семейной жизнью покойного, поскольку долго болевшая и умершая первая супруга Тимирязева была известна редакции, а Тимирязевы жили в Петербурге, в то время как молодая его жена была редакции журнала незнакома. Проблемы у редакции начались после того, как вслед за женитьбой исчез в неизвестном направлении и сам сотрудник «Исторического вестника». Вскоре выяснилось, что В. А. Тимирязев пропал не насовсем, но прислал к назначенному сроку очередной редакционный материал. Откуда он присылал и где находился, для редакции оставалось неизвестным. Так продолжалось несколько лет: загадочная квартирная хозяйка забирала из редакции иностранные газеты и журналы, а в обмен оставляла там готовые журнальные материалы от В. А. Тимирязева, ничего не сообщая о его местонахождении.
Б. Б. Глинский писал: «Получалось положение удивительное, курьёзное: неизвестно находящийся где постоянный и ответственный сотрудник! На этой почве рождался в жизни редакции ряд анекдотов, и покойный А. С. Суворин до упаду хохотал, когда я в лицах изображал положение редакционного дела. „Ах, как рельефно и хорошо: сотрудник в пространстве!“» И лишь за два года до смерти В. А. Тимирязева редакции удалось выяснить, что их сотрудник разбит параличом, находится на даче в Мустамяки, а отдел «Заграничные исторические новости и мелочи» в журнале от его имени ведёт его молодая супруга Екатерина Сергеевна. «И прекрасно ведёт. Значит, воспитал себе преемника. Это самое лучшее в литературном деле», — передавал мнение А. С. Суворина Б. Б. Глинский об этом журналистском курьёзе.

## Журналистика и переводы
Б. Б. Глинский в «Историческом вестнике» представил перечень наиболее значимых работ В. А. Тимирязева. Он не включал в себя статьи из других журналов, переводы и не указывал время публикации. «Пролог Александровской эпохи»; «Александр I как международный третейский судья»; «Герцог Ришелье и одесская чума 1812 года»; «Французская королева Анна Ярославна»; «Император Павел»; «Дочь Петра Великого (Елизавета Петровна)»; «Шестимесячное царствование Петра III»; «Александр I и его эпоха»; «Пионеры просвещения в Западной Сибири»; «Моя прабабушка (Из семейной хроники)»; «Женщина-дипломатка»; «Французский дипломат при дворе Екатерины II»; «Авантюрист Старого и Нового света» и другие.
Биографы К. А. Тимирязева Г. Т. Черненко и А. А. Дручек приводили мнение неназванного современника о писательских и переводческих способностях В. А. Тимирязева: «Часы досуга посвящает литературе и считается мастером по части переводов иноязычных авторов».
Так, история английского предка Тимирязевых, волею судеб заброшенного в Россию, о чём писал Б. Б. Глинский и другие биографы, подробно изложена В. А. Тимирязевым в статье «Моя прабабушка (Из семейной хроники)». Этим родословием дорожили все братья Тимирязевы. По словам Василия, отец прабабушки Томас Киннерсли-младший (Thomas Sneyd Kynnersley, Esq.), род. ок. 1712 — умер ок. 1755, сын Томаса Киннерсли-старшего (род. 1687), был дворянином, владельцем поместья Локсли-Парк в Стаффордшире. Прабабушка Тимирязевых Мэри Киннерсли (1747—1812) была его четвёртой дочерью. Во время путешествия по Фландрии она познакомилась с эльзасским офицером, бароном Карлом Августом де Боде (1744—1797). Они поженились в 1775 году. В 1788 году, после смерти принца Шарля де Роган-Субиза, баронам де Боде удалось приобрести в Эльзасе лен Сульц. Начавшаяся год спустя Великая французская революция лишила Мэри и Карла Августа их феодальных владений.
Они вынуждены были бежать в Пруссию, а затем и в Россию, где Екатерина II сулила иностранцам земли в Крыму и в Новороссии. Императрица радушно приняла барона и баронессу де Боде, пожаловала им обширные земли. Карл Август Людвиг Фридрих де Боде стал Карлом Илларионовичем, его сын Клеменс Филипп Иосиф де Боде (1777—1846) стал Клементием Карловичем и женился в Петербурге на состоятельной англичанке Шарлотте Гарднер, ставшей матерью Аделаиды Клементьевны Тимирязевой. Сама Мэри де Боде, ставшая к тому времени Марией Боде, была принята в высшее петербургское общество, в том числе, в круг екатерининского фаворита графа П. А. Зубова. В Крыму поместье с виноградником в окрестностях Судака Марии Боде помогал выбирать знаменитый естествоиспытатель П. С. Паллас. Павел I, кроме подаренных Екатериной крымских и екатеринославских земель, пожаловал Марии Боде имение Ропшу на берегу Финского залива. Казалось бы, судьба семьи баронов де Боде в России складывалась как нельзя лучше, но Марию не покидала мысль вернуть себе лен Сульц, оставленный в наполеоновской Франции.
После смерти Марии судебный процесс по возмещению убытков её семье в связи с утратой Сульца последовательно вели Шарлотта Францевна, урождённая Гарднер, и её муж Клементий Карлович Боде, их сын Клементий Клементьевич Боде. Тяжба с английским правосудием длилась сорок шесть лет, с 1815 по 1861 год, сам Бодевский процесс получил славу одного из самых скандальных из-за продолжительности, миллионной суммы компенсации, требуемой у английского правительства истцами (в конце процесса исковая сумма составляла полтора миллиона фунтов стерлингов), и нежеланием английского суда встать на сторону пострадавших от революции эмигрантов де Боде, несмотря на то что Франция баронов де Боде таковыми признала и соответствующую сумму Великобритании выплатила. По словам Василия Тимирязева, громкий Бодевский процесс послужил основой романа Чарльза Диккенса «Холодный дом». В итоге Боде остались ни с чем, а бодевские деньги по легенде были потрачены английской казной на реконструкцию Букингемского дворца, где в то время жила королева Виктория. Мария Боде оставила после себя рукописный том «Мемуаров», пропавший после её смерти. Однако сохранилась книга «Recit d’avantures», куда вошли её воспоминания на английском языке, переведённые на французский язык. На их основе Уильям Чайльд-Пембертон (1859—1924) в 1900 году выпустил книгу «Баронесса де Боде, 1775—1803 гг.» (The Baroness de Bode, 1775—1803), привлёкшую внимание В. А. Тимирязева-переводчика.
Во второй половине XX века интерес исследователей вызвали статьи В. А. Тимирязева «Чернышёв и Мишель» («Исторический вестник», 1895, февраль), «Дидеро и Екатерина» («Исторический вестник», 1899, июль). Об авторской манере В. А. Тимирязева составления им компиляций и переводов говорит следующая характеристика комментаторов «Литературного наследства». Она касается перевода романа английской писательницы Миллисент Фосетт «Дженни Донкастер»: сначала идёт вступительная статья об английском романе вообще и об Миллисент Фосетт в частности, а затем автор передаёт содержание романа «Janet Doncaster» (1875) в сжатом неточном рассказе, «сохраняя, по возможности, красоты и лучшие места подлинника».
В XXI веке белорусский исследователь Ирина Чикалова в книге «Великобритания. Осмысление исторического опыта в Российской империи (XIX — начало XX в.)», рассматривая обзоры российско-британских взаимосвязей в русских журналах, в частности, в «Историческом вестнике», приходит к выводу, что основным автором этого журнала по английской тематике в 1890-х годах был В. А. Тимирязев. Она перечисляет его очерк о Байроне как политическом деятеле, воспоминания посла Великобритании в России 1870-х годов лорда Огастеса Лофтуса, цикл очерков об Уильяме Гладстоне, графе А. Розбери, Уильяме Харкорте. Подробно исследовательница остановилась на статье В. А. Тимирязева «Депутаты-рабочие в Англии» (1893). В числе героев статьи, впервые попавших в Палату общин, секретарь и основатель «Национального союза земледельческих рабочих» Джозеф Арч, механик Джон Бёрнс, лидер Независимой рабочей партии Кейр Харди и рудокоп Томас Берт, которого Уильям Гладстон в своём четвёртом кабинете назначил товарищем министра торговли. Томас Берт завоевал авторитет в качестве секретаря «Рабочего союза нортумберлендских рудокопов».
И. Р. Чикалова подчёркивает, что В. А. Тимирязеву особенно импонировала убеждённость английских депутатов от рабочих в возможности общественных преобразований путём парламентаризма, а не стачечной деятельности. В подтверждение этого Василий Аркадьевич приводил мнение Джона Эллиота Бёрнса, одного из основателей Социал-демократической федерации Великобритании: «Время стачек прошло, стачки — опасное, дорогое и неверное орудие борьбы с тех пор, как стали образовываться синдикаты капиталистов, а теперь надо идти в парламент и там добиваться обеспечения счастливой доли не только двух миллионов рабочих, состоящих членами союзов, но и восьми миллионов человек, не принадлежащих союзам».
Среди других материалов В. А. Тимирязева о Великобритании И. Р. Чикалова отметила также статью «Русские дипломаты XVIII столетия в Англии». Статья представляла собой компиляцию вышедшей накануне из печати книги В. Н. Александренко «Русские дипломатические агенты XVIII столетия в Лондоне». По мнению исследовательницы, очерк стал хорошей рекомендацией книги для читателя, интересующегося английской историей. Она посетовала лишь на то, что публикация отдельных самостоятельных работ В. А. Тимирязева, посвящённых Великобритании, на страницах «Исторического вестника» в 1898 году прекратилась, хотя в 1902 году была опубликована статья «Моя прабабушка (Из семейной хроники)» о Мэри де Боде по книге У. Ч. Пембертона. Но оставались ещё разрозненные «мелочи» в рубрике «Заграничные исторические новости и мелочи».
«Моя прабабушка. (Из семейной хроники)»
Память о прабабушке живо сохранялась на каждом шагу в имении Ропше, подаренном ей императором Павлом, близ Нарвы. В детстве и юности я часто живал в нём, и невольно мне грезилась в каждом уголке длинного старого деревянного дома […] высокая, строгая старуха. Всё, начиная с мебели красного дерева с бронзовыми украшениями, в стиле «empire», до вековых деревьев на берегу реки против окон дома, носило отпечаток, когда прабабушка царствовала здесь… […] Прошло много, много лет, и ребёнок, игравший в старом доме в Ропше и слушавший рассказы матери о прабабушке, сделался стариком.
Помимо журнальных и газетных публикаций его переводческие работы выходили отдельными изданиями. В 1891 году петербургский издатель Григорий Фомич Пантелеев задумал выпуск нового толстого литературно-исторического ежемесячника «Вестник иностранной литературы». В приложении к журналу выходили многотомные собрания сочинений зарубежных писателей, как классиков, так и современных авторов.
Братья Пётр и Григорий Пантелеевы привлекли к сотрудничеству с журналом многих выдающихся русских переводчиков. Принял участие в коллективном труде и В. А. Тимирязев. В рамках этой программы редакцией журнала были изданы собрания сочинений Вальтера Скотта, Чарльза Диккенса, Брета Гарта, Эмиля Золя, Жорж Санд, Уильяма Теккерея и других. Книги выходили с указанием авторов переводов, хотя раньше издатели так поступали далеко не всегда. На этот раз имя В. А. Тимирязева не затерялось среди имён других переводчиков. Так, анонимный обозреватель журнала «Мир Божий» в рецензии на выход Собрания сочинений Уильяма Теккерея в издании Г. Ф. Пантелеева отмечал прекрасный перевод «Книги снобов», выполненный В. А. Тимирязевым: «Переводчик обнаруживает полное знание английской жизни в её подробностях своей верной и тонкой передачей оттенков разговора и бытовых мелочей».
Роман «Ламмермурская невеста» из пантелеевского издания был переиздан в 1962 году в составе седьмого тома двадцатитомного («розового») советского издания Вальтера Скотта. Литературные переводы В. А. Тимирязева переиздаются и в настоящее время. В 2013 году в Харькове и Белгороде в издательстве «Клуб семейного досуга» вышло «Собрание сочинений в одной книге» Вальтера Скотта. В 2021 году московское издательство «Вече» выпустило роман «Ламмермурская невеста» этого же шотландского автора в переводе В. А. Тимирязева и А. Л. Яковлева. Перевод романа Брета Гарта «Габриэль Конрой» в звуковом исполнении Максима Суслова выпущен на компакт-диске в Москве издательством «1С-Паблишинг» в 2016 году. Роман Чарльза Диккенса «Тайна Эдвина Друда» в переводе Василия Тимирязева читает Дмитрий Быков, издательство «Ардис», 2021 год.
Статьи и переводы в журнале «Отечественные записки» даны по «Указателю содержания журнала „Отечественные записки“», статьи и переводы в журнале «Дело» даны по «Указателю содержания журнала „Дело“». Корреспонденция В. А. Тимирязева хранится в Пушкинском Доме, в С.-Петербурге (фонд 202, опись 2).

### Публикации в периодических изданиях
- Джон Стюарт Милль, его жизнь и труды. // Дело, 1873, октябрь.
- Бэкер-паша и его экспедиция в Центральную Африку. // Дело, 1875, февраль, апрель, июнь.
- Немецкая нравственность. // Дело, 1875, сентябрь.
- Северо-Американские Соединённые Штаты после столетнего существования. // Дело, 1876, январь, март.
- Вениамин Дизраэли, лорд Биконсфилд. // Дело, 1876, декабрь.
- Юбилейный год. // Дело, 1879, январь.
- Жизнь в Новой Каледонии. // Дело, 1880, май, июль.
- Бьёрнсон и его романы. // Отечественные записки, 1883, июль, август.
- Повести и рассказы Бьёрнсона. // Отечественные записки, 1883, декабрь.
- Датский археолог [Сегестед]. // Исторический вестник, 1886, май.
- Байрон как политический деятель. // Исторический вестник, 1892, июнь.
- Великий старик. (Уильям Гладстон). Историко-биографический очерк. // Исторический вестник, 1892, сентябрь, октябрь.
- Хроника заграничной жизни. // Русское богатство, 1893, июнь, 1894, январь, июль, август.
- Воспоминания английского дипломата XIX столетия [лорд Огастес Лофтус]. // Исторический вестник, 1893, февраль.
- Депутаты-рабочие в Англии. // Исторический вестник, 1893, август.
- Парижская печать. // Исторический вестник, 1893, октябрь.
- Международный третейский суд. // Исторический вестник, 1893, декабрь.
- Преемники Гладстона. [граф Розбери, сэр Уильям Харкорт]. // Исторический вестник, 1894, апрель.
- Чернышёв и Мишель // Исторический Вестник. 1895. № 2.
- Обзор заграничной жизни. // Новое слово, 1896, апрель, книга 7.
- Гладстон на закате своих дней. // Исторический вестник, 1897, февраль.
- Александр I как международный третейский судья. // Исторический вестник, 1897, март.
- Русские дипломаты XVIII столетия в Англии. // Исторический вестник, 1898, апрель, май.
- Памяти Гладстона. // Исторический вестник, 1898, июнь.
- Дидеро и Екатерина. // Исторический вестник, 1899, июль.
- Бисмарк в своих и чужих воспоминаниях. // Исторический вестник, 1899, март, апрель, июнь, июль.
- Переписка русских аристократок с иностранными знаменитостями. // Исторический вестник, 1899, октябрь.
- Шарль-Женевьева Дэон. Историко-биографический очерк. // Исторический вестник, 1900, ноябрь.
- Многомиллионщики Нового света. // Ежемесячные литературные приложения к журналу «Нива», 1900, ноябрь, декабрь.
- Русский двор в XVIII столетии. // Ежемесячные литературные приложения к журналу «Нива», 1901, январь.
- Последний отпрыск ганноверского дома. // Исторический вестник, 1901, апрель.
- Внучка Бирона. Историко-биографический очерк. // Исторический вестник, 1901, ноябрь.
- Иностранцы о России. // Исторический вестник, 1901, декабрь, 1902, октябрь, 1905, август, 1908, июнь.
- Записки декабриста. (С. Г. Волконский) // Исторический вестник, 1902, январь.
- Моя прабабушка (Из семейной хроники). [Мэри де Боде]. // Исторический вестник, 1902, июль.
- Английский король Эдуард VII. Биографический очерк. // Исторический вестник, 1902, август.
- Русские об иностранцах. // Исторический вестник, 1902, декабрь.
- Женщина-дипломатка (Дарья Христофоровна Ливен). // Исторический вестник, 1903, июль.
- Двадцатишестилетнее служение России Царя-Освободителя. // Исторический вестник, 1903, август.

### Переводы
- Эдвард Дженкинс. Джинксов младенец, его рождение и другие несчастия : Пер. с английского // Отечественные записки. — 1871. — Июль.
- Эдвард Дженкинс. Либеральный аристократ [роман «Лорд Бантам» (Lord Bantam), 1872] : Пер. с английского // Отечественные записки. — 1872. — Июль.
- Из автобиографии Джона Стюарта Милля. Пер. с английского. // Дело, 1873, сентябрь, ноябрь.
- Эдвард Дженкинс. Мускокские легенды. Рассказы. Пер. с английского. // Отечественные записки, 1875, апрель.
- Эдвард Дженкинс. Мальчик с пальчик. Святочный рассказ. [рассказ «Крошка Годж» (Little Hodg), 1873] Пер. с английского. // Отечественные записки, 1876, январь.
- Эдвард Дженкинс. Королева или императрица. // Отечественные записки, 1876, май. [На предположительную принадлежность перевода указал С. А. Рейсер]
- Артур Эванс. Босния и Герцеговина во время восстания. // Отечественные записки, 1876, август.
- Френсис Брет-Гарт. Габриэль Конрой. Роман. Пер. с английского. // Отечественные записки, 1876, январь—апрель, июнь—декабрь.
- Миллисент Фосетт. Дженни Донкастер. Пер. с английского. // Отечественные записки, 1876, сентябрь, октябрь.
- Эдвард Дженкинс. Жизнь рабочих в английской Гвиане. Пер. с английского. // Отечественные записки, 1877, март—май.
- Мэй Лаффан[англ.]. На улицах Дублина. Рассказ о трёх оборванцах. Пер. с английского. // Отечественные записки, 1880, май.
- Мэй Лаффан. Дублинские трущобы. Пер. с английского. // Отечественные записки, 1881, июнь.
- Генри Люси. Гедеон Флис. Роман. Пер. с английского. // Отечественные записки, 1883, апрель, май, июнь, июль.
- Уильям Теккерей. Собрание сочинений: Пер. с английского. — Т. 1—12. — [ред. «Вестника иностранной литературы»]. // СПб. : Тип. бр. Пантелеевых. — 1895. — Т. 3. Книга снобов. — 314 с. — С. 96—197; Дух Синей бороды. Рассказ. — С. 301—314.
- Уильям Тайербок. Свет во мраке. Пер. с английского. // Новое слово, 1896, апрель, книга 7.
- Вальтер Скотт. Собрание сочинений: Пер. с английского. — Т. 1—18. // СПб. : Тип. бр. Пантелеевых, 1896—1899. — (Собрание сочинений избранных иностранных писателей). — Т. 2. Гай Маннеринг, или Астролог : Роман. — 1896. — 370 с.; Т. 4. Ламмермурская невеста. Роман. — 1896. — с. 260; Т. 9. Эдинбургская темница, или Сердце Среднего Лотиана : Роман. — 1897. — 480 с.; Т. 16. Антикварий : Роман. — 1899. — 388 с.
- Чарльз Диккенс. Собрание сочинений: Пер. с английского Г. Ф. Пантелеева, В. А. Тимирязева, С. С. Трубачёва. — Т. 1—35. — Ред. Ф. И. Булгаков, С. С. Трубачёв. // СПб.: Тип. бр. Пантелеевых. — 1896—1899. — (Собрание сочинений избранных иностранных писателей). — Т. 3: Большие надежды : Роман. — 1896. — 420 с.; Т. 13, [кн. 1, 2] — Наш взаимный друг : Роман в 4 кн. — 400 с.; Т. 14, [кн. 3, 4]: Наш взаимный друг : Роман в 4 кн. — 1897. — 372 c.; Т. 15. Тайна Эдвина Друда: Роман. — 1898. — 354 с.
- Брет Гарт. Собрание сочинений: Пер. с английского. — Т. 1—11. — Ред. Ф. И. Булгаков. // СПб.: Тип. бр. Пантелеевых. — 1896—1899. — (Собрание сочинений избранных иностранных писателей). — Т. 1. Гэбриель Конрой : Роман. — 1896. — 318 с.; Т. 2. Кресси: Роман; Рассказы / Пер. А. Н. Линдегрен и В. А. Тимирязева. — 346 с.
- Жорж Санд. Собрание сочинений: Пер. с французского. — Т. 1—18. — Ред. Ф. И. Булгаков, С. С. Трубачёв. // СПб. : Тип. бр. Пантелеевых, 1896—1899. — (Собрание сочинений избранных иностранных писателей). — Т. 13. Валентина : Роман. — 1898. — 399 с.
- Эмиль Золя. Собрание сочинений: Пер. с французского. — Т. 1—29. — Ред. Ф. И. Булгаков. // СПб. : Тип. бр. Пантелеевых, 1896—1899. — (Собрание сочинений избранных иностранных писателей). — Т. 3. Марсельские тайны; Мечты. — 1896. — 274, 134 с.; Т. 4. Карьера Ругонов. — 1896. — 272 с.; Т. 11. Страница любви: Роман. — 1897. — 232 с.

### Комментарии
1. ↑  Для датировки событий, происходивших в Российской империи, используется юлианский календарь («старый стиль»).
2. ↑  В некоторых биографиях братьев Тимирязевых и в старых энциклопедиях фигурирует дата их поступления в С.-Петербургский университет в 1861 году, но Б. Е. Райков установил, что оба брата поступили в университет на год раньше. Василию во время поступления было 19 лет, а Клименту 17 лет[6].
3. ↑  Комментатор В. Г. Короленко Б. Д. Летов также называл Василия Тимирязева заграничным корреспондентом журнала «Русское богатство», из номера в номер сообщавшего о важнейших событиях мировой политики и противоречиях в общественной жизни Великобритании, Франции и Германии[19], однако Б. Б. Глинский информировал, что Василий Аркадьевич писал свои заграничные обзоры, не выезжая за пределы С.-Петербургской губернии, пользуясь редакционной иностранной прессой[12]. Так, анонимная статья «Босния и Герцоговина во время восстания» в журнале «Отечественные записки» в 1876 году была написана В. А. Тимирязевым по книге английского историка Артура Эванса (Sir Arthur John Evans, 1851—1941, «Trough Bosnia and the Herzogowina of fuat during the insurrection, august and september 1875». London, 1876)[20]. Косвенным подтверждением тому, что В. А. Тимирязев писал свои заграничные обзоры именно в Петербурге, может служить то, что по завершении работы в журнале «Русское богатство» в 1894 году он перешёл в другой петербургский журнал народнического направления — «Новое слово», где сотрудничал с 1895 по 1897 год. И всё это время Василий Аркадьевич принимал участие в еженедельных редакционных совещаниях «Нового слова», пока в марте 1897 года его издательница О. Н. Попова не продала это издание «легальным марксистам»[21].
4. ↑  Сотрудничество В. А. Тимирязева в редакции «Журнала Министерства путей сообщения», в частности в бесплатном приложении «Вестник Министерства путей сообщения» в 1896—1900 годы, предположительно, поскольку редактором там мог быть и его племянник В. И. Тимирязев[35].
5. ↑  Здесь расхождение источников. Поздние биографы сообщали что Василий Тимирязев был парализован ещё в конце 1890-х годов[46], а, значит, и женился он в 1904 году будучи парализованным. А. А. Дручек сообщил, что в 1898 году во время празднования в Москве тридцатилетия научной деятельности К. А. Тимирязева уже в то время больной Василий писал Клименту из Петербурга: «Приехать на юбилей не смогу. Конечно, мысленно, в этот хороший для тебя день я буду с тобой»[10].
6. ↑  Однако издание романа Ч. Диккенса «Большие надежды» вышло с ошибкой в инициалах переводчика — В. С. Тимирязев[13].